# Anne Marie Louise av Orléans

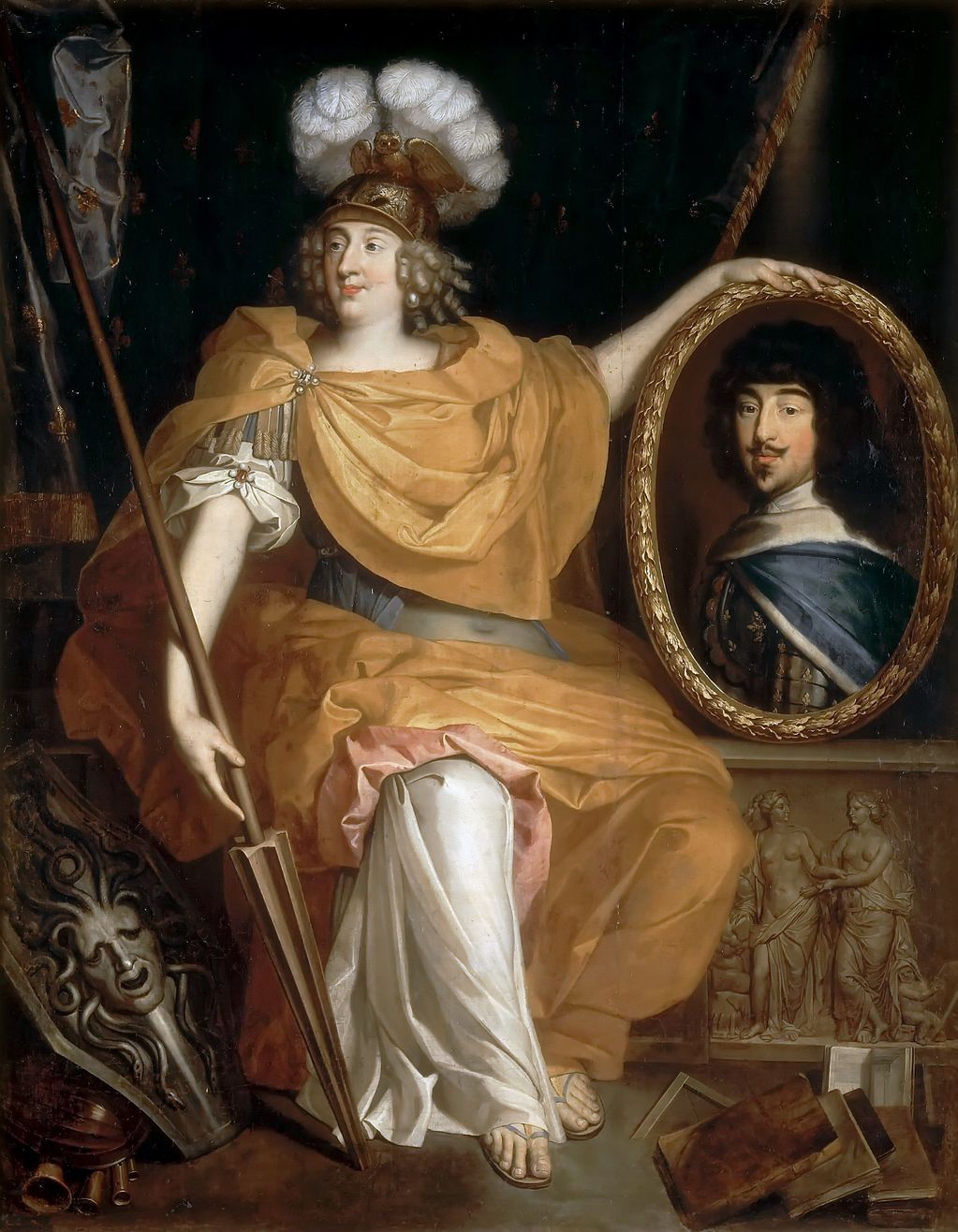
Anne Marie Louise av Orléans som Minerva av Pierre Bourguignon.
(Musée de Versailles)

Anne Marie Louise av Orléans (Anne Marie Louise d'Orléans), kallad la Grande Mademoiselle, född 29 maj 1627 på Louvrepalatset, död 5 april 1693 på Palais du Luxembourg, var en fransk prinsessa och memoarförfattare. Hennes titlar inkluderade hertiginna av Montpensier, dauphine av Auvergne samt prinsessa av Dombes och Joinville. Hon var kusin till kung Ludvig XIV av Frankrike och känd för sitt deltagande i Fronden.

## Uppväxt
Anne Marie Louise var dotter till den franske prinsen Gaston av Orléans (1608–1660), yngre bror till Ludvig XIII av Frankrike, i hans första äktenskap med hertiginnan Maria av Montpensier (1605–1627). Hon ärvde en stor förmögenhet efter sin mor, som avled endast några timmar efter födseln, och blev landets största arvtagerska: hon ärvde fem hertigdömen och två furstendömen och blev efter sin mor hertiginna av Montpensier, dauphine av Auvergne och furstinna av Dombes och Joinville. Som franske kungens brorsdotter hade hon också titeln Mademoiselle utan efternamn: hennes farfar skapade också titeln "petite-fille de France", Frankrikes sondotter. Från 1662 kallad La Grande Mademoiselle, för att skilja henne från Mademoiselle, dotter till Monsieur, Ludvig XIV:s bror. Hon var guddotter till kardinal Richelieu.
Anne Marie Louise uppfostrades på Tuilerierna av Jeanne de Harley, "Madame de Saint Georges", tillsammans med mademoiselle de Longueville, dotter till Henrik II av Orléans, hertig av Longueville, och systrarna de Gramont. Hon stod mycket nära sin far, som ofta förvisades från hovet på grund av intriger mot sin bror kungen och kardinal Richelieu. Hon kom i konflikt med Richelieu, som lät förvisa fadern 1632, och då hennes far från 1634 till 1643 levde på slottet i Blois förvisad från hovet, besökte hon honom ofta.
Som "Europas rikaste prinsessa" föreslogs många olika äktenskapspartier för henne. Vid födseln av sin kusin Ludvig XIV 1638 bestämde hon sig för att hon ville gifta sig med honom och kallade honom "Lille Make", vilket roade kungen men förargade kardinalen. Hennes far planerade ett äktenskap för henne med den kunglige släktingen greve Louis de Soissons, men det inträffade aldrig; år 1646 träffade hon sin landsflyktige kusin Karl II av England, och hennes faster uppmuntrade förslaget att de skulle gifta sig eftersom Karl hade blivit förtjust i henne, men hon föredrog ett parti med kejsar Ferdinand III. Frankrikes regent Anna av Österrike vägrade att gå med på ett sådant äktenskap under inflytande av kardinal Mazarin och föreslog i stället sin bror Ferdinand, men Anne Marie Louise tackade nej till förslaget.

## Fronden
Anne Marie Louise av Orléans är berömd för sitt deltagande i Fronden, ett inbördeskrig i två delar bestående av Fronde Parlementaire (1648–1649) och Fronde des nobles (1650–1653). Den första leddes av prins Louis II Condé i opposition mot en viss skatt och det inflytande kardinal Mazarin utövade på förmyndarregeringen, och ledde till att Condé erövrade Paris från hovet. Anne blev under denna tid vän med Condés maka Claire Clémence de Brézé och var 1650 inblandad i brytningen av belägringen av Bordeaux, vilket misstänkliggjorde henne inför regenten. Under en tid då Condés maka var sjuk ryktades det att Anne planerade att gifta sig med Condé, men hans maka tillfrisknade.
Under den andra fronden blev Mazarin tvungen att lämna landet fram till 1653. 
Under fronden ville staden Orléans bevara sin neutralitet för att undvika plundring, men begärde stöd av hennes far, som var hertig av Orleans. Han var dock obeslutsam, och hon beslöt på eget initiativ att resa dit och ta itu med situationen i faderns ställe. Hon ledde en liten armé som intog staden Orléans 1652, där hon gjorde sig berömd för att med sitt svärd ha gått till angrepp mot kardinal Mazarin. 
Då hon anlände vägrades hon tillträde med hänvisning till att hon på grund av sin kritik av Mazarin var på motsatt sida om monarken. Med hjälp av en båtsman roddes hon över vallgraven och klättrade sedan in genom ett hål i stadsmuren. Hon välkomnades av allmänheten som en hjältinna och bars i en stol genom gatorna. Hon kallade staden sin och stannade i fem veckor. Anne Marie Louise återvände sedan till Paris, där hon avlossade kanonerna vid Bastiljen mot de kungliga trupperna; detta för att rädda Condé, som besegrats av marskalk Turenne vid S:t Antoine utanför Paris. Hon öppnade sedan stadsportarna för Condé.

## Senare liv
Efter Fronden blev hon av Ludvig XIV i oktober 1652 förvisad till Saint-Fargeau. Hon var hertiginna av Saint-Fargeau, och lät under sin tid där uppföra ett nytt slott. Sedan hon myndigförklarats 1652 och fått kontroll över sin egendom, började sköta sin egen ekonomi och upptäckte då att fadern hade förskingrat pengar för henne. Detta ledde till en brytning mellan dem, som inte reparerades förrän 1656. 
Anne Marie Louise återkallades till hovet 1657, efter att hennes far tillåtits återvända. Snart därpå mötte hon före detta drottning Kristina. Hon uppvaktades en tid av sin kusin prins Filip I av Orléans, men tackade nej till att gifta sig med honom; han gifte sig 1661 med Henrietta av England. Vid hennes fars död 1660 utökades hennes redan enorma förmögenhet ytterligare. Hon deltog i förhandlingarna kring sin syster Margareta Lovisa av Orleans äktenskap 1661. 
Kungen föreslog henne 1663 att gifta sig med Alfonso VI av Portugal, men hon tackade nej genom att säga att hon hellre stannade på sina egendomar i Frankrike framför att gifta sig med en "alkoholiserad impotent paralytiker". Kungen förvisade henne då till Saint-Fargeau för olydnad. Hon påbörjade där sina memoarer, men fick återvända 1664, då kungen föreslog att hon skulle gifta sig med Karl Emanuel II av Savojen; denna gång tackade hon ja, men Karl Emanuel nej. Då Henrietta av England dog 1670 erbjöd kungen henne att gifta sig med hans bror, men hon tackade nej.
År 1670 bestämde hon sig för att gifta sig med officeren Antonin Nompar de Caumont La Force, markis av Puyguilhem, blivande hertigen av Lauzun (1633–1723). Kungen gav först sitt godkännande och förlovningen eklaterades, men då hovet och kungahuset visade sådant missnöje drog han tillbaka sitt tillstånd strax före vigseln på grund av skandalen. Anne Marie Louise isolerade sig då i sin bostad, medan kungen lät arrestera Lauzun och sätta honom i Bastiljen utan anklagelse. Hon arbetade i flera år med att få honom frisläppt, och lyckades slutligen genom att sälja en del av sina förläningar till kungens barn. Efter att han blivit frigiven gifte sig paret i hemlighet 1681. De separerade dock på grund av osämja 1685.
Anne Marie Louise ägnade de sista åren av sitt liv åt andaktsövningar. Vid sin död lät hon testamentera hertigdömet Montpensier till sin kusin, Filip av Orléans. Hennes Mémoires utkom efter hennes död.